# Maurice Van Herzele
Maurice Van Herzele (* 10. Februar 1917 in Sint-Lievens-Houtem; † 6. Februar 1998 ebenda) war ein belgischer Radrennfahrer.

## Sportliche Laufbahn
Van Herzele war im Straßenradsport aktiv. Von 1936 bis 1952 war er Unabhängiger und Berufsfahrer. 1936 gewann er die Belgien-Rundfahrt für Unabhängige, Lille–Brüssel–Lille sowie zwei Etappen der Luxemburg-Rundfahrt, 1937 den Grand Prix Victor Standaert, 1942 den Grand Prix de Wallonie, 1946 Tielt–Antwerpen–Tielt, 1947 den Textielprijs Vichte, 1949 den Circuit des 3 Provinces, 1950 den Circuit Escaut-Dendre. Dazu kamen einige Siege in belgischen Kriterien und Rundstreckenrennen.
1947 siegte er in der Belgien-Rundfahrt vor Albert Ramon. 1936 hatte er bereits die Belgien-Rundfahrt für Unabhängige mit einem Etappensieg gewonnen. 1945 wurde er Zweiter bei Gent–Wevelgem hinter Robert Van Eenaeme, 1947 Zweiter bei Halle–Ingooigem.